# アルトゥール・フィッシャー
アルトゥール・フィッシャー（Artur Fischer、1919年12月31日 - 2016年1月27日）は、ドイツの発明家。バーデン＝ヴュルテンベルク州ヴァルダハタール出身。
カメラのフラッシュライトや建築用のアンカーボルトの発明者として知られる。1966年にはブロック玩具フィッシャーテクニックを考案している。